# Living The Dream
Living The Dream – czwarty album studyjny artysty Slasha z udziałem Mylesa Kennedy'ego i The Conspirators. Wydanego 21 września 2018 przez własną wytwórnię Slasha zatytułowaną Snakepit Records. Album wyprodukowany przez Michaela Baskette'a, który również wyprodukował poprzednią płytę zespołu World on Fire. Tak samo jak w przypadku dwóch poprzednich albumów Apocalyptic Love oraz World on Fire, głównym wokalistą na Living The Dream jest amerykański muzyk Myles Kennedy.

## Lista utworów
1. „The Call of the Wild” – 3:59
2. „Serve You Right” – 5:12
3. „My Antidote” – 4:17
4. „Mind Your Manners” – 3:38
5. „Lost Inside the Girl” – 6:30
6. „Read Between the Lines” – 3:37
7. „Slow Grind” – 3:35
8. „The One You Loved Is Gone” – 4:50
9. „Driving Rain” – 4:10
10. „Sugar Cane” – 3:09
11. „The Great Pretender” – 5:25
12. „Boulevard of Broken Hearts” – 4:06